# 뉴욕시티 트랜싯 오소리티
뉴욕시티 트랜싯 오소리티(영어: New York City Transit Authority, NYCTA)는 미국 뉴욕주의 공기업으로 뉴욕의 대중 교통을 운영한다. 북아메리카에서 가장 분주하고 규모가 큰 대중 교통 시스템인 메트로폴리탄 트랜스포테이션 오소리티의 일부인 NYCTA는 매일 800만 번의 승객을 수송한다(연간 25억명 이상).
NYCTA는 다음 시스템을 운영한다.
- 뉴욕 지하철은 맨해튼, 브롱크스, 브루클린, 퀸스를 운행하는 고속 교통
- 스태튼아일랜드 철도 - 스태튼아일랜드의 고속 교통 (자회사인 스태튼아일랜드 래피트 트랜싯 오퍼레이팅 오소리티가 운영)
- 뉴욕시티 버스 - 뉴욕의 5개 자치구 전체를 운행하는 버스 (자회사인 MTA 리저널 버스 오퍼레이션스가 운영)